# Tr (Unix)
A tr (a  translate vagy transliterate rövidítéséből ered) egy parancs a Unix-szerű operációs rendszerekben. A standard bemenetről olvassa be az adatokat és a standard kimenetre írja ki. Alakja:
```
tr 
orig
 
csere

tr -d 
törlendők

tr -s 
tömörítendők
```

## Karaktercsere
Két karaktersort  kell megadni, a program pedig az első karakter betűit helyettesíti a második betűivel. Például:
```
tr 'abcd' 'jkmn'
```

Ekkor a következő helyettesítések történnek: 'a'→'j', 'b'→'k', 'c'→'m', és 'd'→'n'.
Ha a karakterek sorrendben vannak, akkor rövidítést is alkalmazhatunk. Például az előbbi példa így is írható:
```
tr 'a-d' 'jkmn'
```

## Törlés
Törli a bemenet megadott karaktereit. Pl. a CR karakterek törlése
```
tr -d '\r'
```

## Tömörítés
A parancssorban megadott karakterek közül csak az elsőt hagyja meg, ha egymás után több jön. Pl. a dupla helyközök törlése:
```
tr -s ' '
```